# جون كونولي
جون كونولي (بالإنجليزية: Jon Connolly)‏ (3 أبريل 1981 بغلاسكو في المملكة المتحدة - ) هو لاعب كرة قدم بريطاني في مركز حراسة المرمى. لعب مع بونيس يونايتد ونادي دمبرتون ونادي ماذرويل ونادي ستنهاوسموير ونادي ستيرلينغشير الشرقية وكامبسلانج رينجرز ‏ وCumnock Juniors F.C. ‏ وDunipace F.C. ‏ وFauldhouse United F.C. ‏ وKilwinning Rangers F.C. ‏ وKirkintilloch Rob Roy F.C. ‏ وLarkhall Thistle F.C. ‏ ولينليثغو روز ‏ ونادي ألبيون روفرز وCaledonian Locomotives F.C. ‏ وSt Anthony's F.C. ‏ وThorniewood United F.C. ‏ وVale of Clyde F.C. ‏.

## وصلات خارجية
- جون كونولي على موقع قاعدة بيانات كرة القدم.إي يو (الإنجليزية)
- جون كونولي على موقع Soccerbase.com (لاعب) (الإنجليزية)